# 整治互联网低俗之风专项行动
整治互联网低俗之风专项行动是中华人民共和国国务院新闻办、工业和信息化部、公安部、文化部、工商总局、广电总局、新闻出版总署等部门在2009年初开始部署的一项以净化网络文化环境为目标的行动。

## 背景
2008年11月28日，违法和不良信息举报中心曾对百度与“硅谷动力网”单独进行“曝光与谴责”，指出“百度网”的“相册”和“贴吧”栏目“含有大量低俗内容。该网站相关工作人员接到举报中心的通知后，拒绝整改。”
国务院新闻办、工业和信息化部、公安部、文化部、工商总局、广电总局、新闻出版总署七部门于2009年1月5日上午召开电视电话会议，部署在中国大陆地区开展整治互联网低俗之风专项行动。 违法和不良信息举报中心公布了一批中国门户网站：除了百度再次被点名外，新浪、搜狐、网易和腾讯网等，以及一些国外设立在中国的网站：Google、MSN中国和聚友网也都上榜，公布原因是“网站存在大量违背社会公德、损害青少年身心健康的低俗内容，且在全国整治互联网低俗之风专项行动开展之后未采取有效措施，现予公布。”
互联网违法和不良信息举报中心要求上述网站认真清理和整治低俗内容，请广大网民监督上述网站的清理和整改情况，同时也欢迎网民继续积极举报互联网上违法和不良信息。此次曝光因涉及众多中国门户网站而引发公众关注，有外媒认为“政府此举应该是希望门户网站进行自我审查的强有力提示。”
“互联网违法和不良信息举报中心”称这些网站大多数“接到举报中心的通知后，未采取有效措施。”

## 范围
根据国务院新闻办副主任蔡名照的发言，网上低俗内容主要包括，不符合法律法规的内容、容易诱发青少年不良思想行为和干扰青少年正常学习生活的内容、非法的性用品广告和性病治疗广告、散布色情交易、不正当交友等信息、侵犯他人隐私的内容，利用网络恶意传播他人隐私的信息、违背正确婚恋观和家庭伦理道德的内容。
记者无国界则指责这项行动的范围也包括封锁和关闭讨论时政和人权的网站，例如大赦国际和牛博网。中国外交部发言人姜瑜声称中国政府对互联网管理的政策符合国际通行的做法，即依法管理。随着此次行动的深入，被关闭的网站更涉及到包括动漫、游戏等和所谓的“低俗”内容以及时政讨论内容无关的网站。

## 曝光
从行动开始以来，违法和不良信息举报中心已经公布数批需要整治或者整治不力的网站名单，包括中国其它几个最受欢迎的网站例如新浪、搜狐、网易和天涯社区。一些网站被指责自我审查不力，对用户上传的低俗内容删除不及时，另一些搜索引擎网站则被指责在搜索结果中存在大量淫秽色情网站链接。

### 曝光名单

#### 第一批[7]
| 网站名       | 栏目或频道位置                                                   | 存在低俗内容情况                                                                  |
| “Google”     | “网页搜索”、“图片搜索”搜索结果                                   | 存在大量淫秽色情网站链接                                                          |
| “百度网”     | “百度贴吧”以及“百度空间”、“百度搜索”的“网页搜索”搜索结果         | 存在大量的低俗图片，部分版块存在淫秽色情的内容。 搜索结果存在大量淫秽色情网站链接 |
| “新浪网”     | “相册”、“博客”栏目                                               | 对新增低俗内容删除不及时                                                          |
| “搜狐网”     | “相册”栏目、“博客”栏目、“论坛贴图”版块                           | 对新增低俗内容删除不及时                                                          |
| “腾讯网”     | “搜搜图片”、“相册”栏目、“个人空间”                               | 对新增低俗内容删除不及时                                                          |
| “网易”       | “相册”栏目                                                       | 对新增低俗内容删除不及时                                                          |
| “中国人”     | 社区的“贴贴图图”版块                                             | 对新增低俗内容删除不及时                                                          |
| “中搜”       | 社区的“贴图版块”                                                 | 对新增低俗内容删除不及时                                                          |
| “猫扑网”     | 图片的“漂亮MM”版块                                               | 对新增低俗内容删除不及时                                                          |
| “天线视频网” | “用户分享频道”                                                   | 存在大量低俗视频                                                                  |
| “第一视频网” | “体育频道”                                                       | 存在大量低俗图片                                                                  |
| “天涯社区”   | “相册”、“天涯来吧”栏目                                           | 存在大量低俗图片                                                                  |
| “游久网”     | “美眉频道”                                                       | 存在大量低俗图片                                                                  |
| “天极网”     | 图库“美女”、“明星写真”；热图吧“网友自拍”及“美女风情”版块         | 存在大量低俗图片                                                                  |
| “合肥热线”   | 论坛的“美女贴图”版块                                             | 存在大量低俗图片                                                                  |
| “铁血网”     | 图鉴的“美眉图片”版块                                             | 存在大量低俗图片                                                                  |
| “131游戏网”  | “美眉频道”                                                       | 存在大量低俗图片                                                                  |
| “搜刮网”     | 网站资讯的“写真”频道、相册的“疯狂自拍”、“明星图库”、“漂亮MM”版块 | 存在大量低俗图片                                                                  |
| “快车网”     | “图片”频道                                                       | 存在大量低俗图片                                                                  |

#### 第二批
| 网站名            | 所在地 | 栏目或频道位置                     | 存在低俗内容情况       |
| “MSN中国”网站     | 上海   | “电影”频道、社区的“精品贴图”版块   | 存在大量低俗图片       |
| “TOM网”           | 北京   | “娱乐”频道、“体育”频道、“汽车”频道 | 存在大量色情和低俗图片 |
| “空中网”          | 北京   | “娱乐”频道“写真”栏目               | 存在大量低俗视频       |
| “西部网”          | 陕西   | “体育图片”栏目                     | 存在大量低俗图片       |
| “聚友网”社区      | 北京   | “精品贴图”版块                     | 存在大量低俗图片       |
| “易车会”网站      | 北京   | “相册”、“汽车图库”版块             | 存在大量低俗图片       |
| “游民星空”        | 河北   | “游戏mm”频道                       | 存在大量低俗图片       |
| “52PK网”          | 安徽   | “美女写真”栏目                     | 存在大量低俗图片       |
| “POCO”网          | 广东   | “图片”频道                         | 存在大量低俗图片       |
| “17173”           | 福建   | “美眉”频道                         | 存在大量低俗图片       |
| “合众网”          | 北京   | “美女视频”栏目                     | 存在大量低俗视频       |
| “小虎在线”WAP网站 | 上海   | “视频搜索”栏目                     | 存在大量低俗视频       |
| “泡泡吧”WAP网站   | 上海   | “娱乐”频道                         | 存在大量低俗图片       |
| “动感网”WAP网站   | 上海   | “美图”频道                         | 存在大量低俗图片       |

#### 第三批
| 网站名            | 所在地 | 栏目或频道位置                                                 | 存在低俗内容情况       |
| “校内网”          | 北京   | “群组”栏目                                                     | 存在大量低俗内容       |
| “京华网”          | 北京   | “娱乐新闻”、“体育新闻”栏目                                     | 存在大量低俗图片       |
| “放心医苑网”      | 北京   | “热辣写真”、“放心贴吧”栏目                                     | 存在大量低俗图片       |
| “青娱乐”          | 北京   | 视频软件的“DV”、“美女”频道                                     | 存在大量低俗视频       |
| “佐罗网”          | 北京   | “明星写真”栏目                                                 | 存在大量低俗图片       |
| “手机中国”        | 北京   | “手机图库”栏目                                                 | 存在大量低俗图片       |
| “久游网”          | 上海   | “写真”频道的“性感美女”栏目                                     | 存在大量低俗图片       |
| “魔方网”          | 上海   | “视频搜索”结果                                                 | 存在大量低俗视频内容   |
| “99you畅游天下”网 | 上海   | “图片中心”频道、“美眉”频道、论坛的“休闲贴图”版块               | 存在大量低俗图片       |
| “南方网”          | 广东   | “动漫频道”                                                     | 存在大量低俗图片       |
| “奥一网”          | 广东   | “娱乐”频道的“写真”栏目、“奥一论坛”的“两性话题”、“长江一号”版块 | 存在大量低俗内容       |
| “乐讯网”（WAP）   | 广东   | “体育”频道                                                     | 存在大量低俗图片       |
| “酷狗网”          | 广东   | “娱乐”频道“东张西望”栏目                                       | 存在大量低俗图片       |
| “我爱电子书”      | 江苏   | “明星影视”栏目                                                 | 存在大量低俗图片       |
| “大视网”          | 福建   | “美女视频”栏目                                                 | 存在大量低俗视频内容   |
| “牧文财经”网      | 福建   | “音影欣赏”版块、“图酷”频道的“写真”、“明星”“人体艺术”栏目       | 存在大量色情和低俗内容 |
| “凯迪网”          | 海南   | “原创小说”栏目                                                 | 存在大量色情和低俗内容 |

#### 第四批
| 网站名       | 所在地 | 栏目或频道位置                                         | 存在低俗内容情况 |
| “武汉热线”   | 湖北   | “娱乐”频道的“网络红人”栏目、“爆笑网文”栏目             | 存在大量低俗内容 |
| “汉网”       | 湖北   | “娱乐”频道的“自拍秀”栏目、论坛的“美人风姿”版块         | 存在大量低俗图片 |
| “粉丝网”     | 北京   | “粉立方”栏目                                           | 存在大量低俗图片 |
| “读吧网”     | 北京   | “读吧快眼”栏目                                         | 存在大量色情小说 |
| “中国娱乐网” | 北京   | “明星图集”栏目                                         | 存在大量低俗图片 |
| “大众网”     | 山东   | “娱乐”频道的“明星写真”栏目                             | 存在大量低俗图片 |
| “齐鲁热线”   | 山东   | “小说”频道                                             | 存在大量色情小说 |
| “水母网”     | 山东   | “图片频道”的“明星”栏目                                 | 存在大量低俗图片 |
| “广西新闻网” | 广西   | “红豆社区”的“城市论坛”版块                             | 存在大量低俗图片 |
| “今视网”     | 江西   | “女性频道”的“网友自拍”栏目                             | 存在大量低俗图片 |
| “豆瓣网”     | 江苏   | “小组”栏目                                             | 存在大量色情内容 |
| “766游戏网”  | 福建   | “MM”频道的“视觉新势力”栏目、“相册”栏目的“特别推荐”版块 | 存在大量低俗图片 |

#### 第五批
| 网站名         | 所在地 | 栏目或频道位置                                                     | 存在低俗内容情况 |
| “厦门网”       | 福建   | “视听中心”的“美女自拍”栏目                                         | 存在大量低俗视频 |
| “福建热线”     | 福建   | 壁纸”的“明星类”栏目                                                | 存在低俗图片     |
| “百灵网”       | 山东   | “体育”频道的“图文”栏目                                             | 存在低俗图片     |
| “百灵网”       | 山东   | “沙影宽频”频道的“美女视频”栏目                                     | 存在大量低俗内容 |
| “IT168”        | 北京   | 手机图库”栏目、“摩托论坛”的“贴图专区”版块                          | 存在大量低俗图片 |
| “赛迪网”       | 北京   | “图片”频道                                                         | 存在大量低俗图片 |
| “太平洋女性网” | 广东   | “图库”频道的“美女”栏目、“偷拍”栏目                                 | 存在大量低俗图片 |
| “摩网（WAP）”  | 广东   | “相册”频道                                                         | 存在大量低俗图片 |
| “天府热线”     | 四川   | “天虎动漫”的“动漫壁纸”栏目                                         | 存在大量低俗图片 |
| “华商网”       | 陕西   | “汽车”频道的“香车美女”栏目、“体育”频道的“图片新闻”栏目、“色戒”栏目 | 存在大量低俗图片 |
| “汉江传媒网”   | 湖北   | “体育”频道的“体坛趣事”栏目                                         | 存在大量低俗图片 |
| “金陵热线”     | 江苏   | “图片”频道的“玩家美女”栏目                                         | 存在低俗图片     |

#### 第六批
| 网站名     | 所在地 | 栏目或频道位置   | 存在低俗内容情况                     |
| “西陆网”   | 北京   | 论坛的“贴图”栏目 | 存在大量低俗内容                     |
| “WAP中国”  | 广东   | “无限相册”栏目   | 存在大量低俗图片                     |
| “博客大巴” | 上海   | “博客”栏目       | 存在的大量低俗内容及淫秽色情网站链接 |

#### 第七批
| 网站名        | 所在地 | 栏目或频道位置             | 存在低俗内容情况 |
| “博客网”      | 北京   | “图片博客”的“美女写真”栏目 | 存在大量低俗图片 |
| “海内网”      | 北京   | “群组”栏目                 | 存在大量低俗内容 |
| “北京宽带网”  | 北京   | “资讯”频道的“美图鉴赏”栏目 | 存在低俗图片     |
| “PPlive”      | 上海   | “P吧”的“超炫美图”栏目      | 存在大量低俗图片 |
| “歪酷博客”    | 上海   | “博客”栏目                 | 存在大量低俗内容 |
| “华体网”      | 上海   | “花花体坛”频道             | 存在大量低俗图片 |
| “PPS网络电视” | 上海   | 社区的“娱乐ppShow”版块     | 存在大量低俗图片 |
| “中国学生网”  | 广东   | “动漫”频道                 | 存在大量低俗图片 |
| “IT世界网”    | 广东   | “游戏”频道的“动漫贴图”栏目 | 存在大量低俗图片 |
| “维客网”      | 江苏   | “维客贴吧”栏目             | 存在低俗内容     |

#### 第八批
| 网站名     | 所在地 | 栏目或频道位置                                                 | 存在低俗内容情况 |
| “赶集网”   | 北京市 | 论坛的“美女贴图”版块、“娱乐八卦”版块                           | 存在大量低俗图片 |
| “中体网”   | 北京市 | “精彩图片”栏目                                                 | 存在大量低俗图片 |
| “58同城”   | 北京市 | “同城吧”的“时尚休闲”版块、“我爱贴图”版块，论坛的“疯狂贴图”版块 | 存在大量低俗图片 |
| “亿友网”   | 北京市 | “80后专区”的“美图”栏目                                         | 存在大量低俗图片 |
| “成都热线” | 四川省 | 论坛的“看图说话”版块                                           | 存在大量低俗图片 |
| “动网”     | 海南省 | 论坛的“动网贴图”栏目                                           | 存在低俗图片     |
| “半岛网”   | 山东省 | “图片”频道的“体育图库”栏目                                     | 存在低俗图片     |

#### 第九批
| 网站名       | 所在地 | 栏目或频道位置                           | 存在低俗内容情况     |
| “搜房网”     | 北京   | “相册”栏目存在大量低俗图片，相关论坛版块 | 存在大量淫秽色情小说 |
| “焦点网”     | 北京   | “焦点博客”栏目                           | 存在大量低俗内容     |
| “飞鸽网”     | 北京   | “交友情感”栏目                           | 存在大量低俗内容     |
| “凤凰网”     | 北京   | “博客”栏目、论坛的“非常时尚”版块         | 存在低俗图片         |
| “中国徐州网” | 江苏   | “图库”频道的“惊艳一刻”、“艺术人体”栏目   | 存在大量低俗图片     |
| “时空网”     | 广西   | 论坛的“型男米女”版块                     | 存在大量低俗图片     |
| “联合网”     | 福建   | “画报”频道的“美女写真”栏目               | 存在大量低俗图片     |
| “56视频网”   | 广东   | “视频”栏目                               | 存在低俗视频         |
| “湖湘网”     | 湖南   | “美女”频道、论坛的“美女热图”版块         | 存在大量低俗图片     |
| “天水在线”   | 甘肃   | “博客”栏目                               | 存在大量低俗图片     |

#### 第十批
| 网站名         | 所在地 | 栏目或频道位置                      | 存在低俗内容情况   |
| “谷歌WAP网”    | 北京   | “图片搜索”、“网页搜索”结果中        | 存在低俗内容       |
| “百度WAP网”    | 北京   | “图片搜索”、“网页搜索”结果中        | 存在低俗内容       |
| “新浪WAP网”    | 北京   | “爱问图片搜索”栏目                  | 存在低俗图片       |
| “搜狐WAP网”    | 北京   | “健康美图”栏目                      | 存在低俗内容       |
| “新天下”       | 北京   | “视频”栏目中                        | 存在低俗内容       |
| “58同城WAP网”  | 北京   | “同城圈”栏目中                      | 存在低俗内容       |
| “宝软网”       | 广东   | “视频”栏目中                        | 存在低俗内容       |
| “宜搜搜索”     | 广东   | “图片搜索”、“视频搜索”结果中        | 存在大量低俗内容   |
| “八神智能天下” | 广东   | “靓图”栏目的“悦目美女”版块          | 存在色情和低俗图片 |
| “掌心手机游戏” | 广东   | “图片”栏目的“美女诱惑_动画图片”版块 | 存在低俗图片       |
| “掌上校园”     | 四川   | “视频”、“组图”栏目                  | 存在大量低俗内容   |
| “免费动感网”   | 上海   | “搜索”结果中                        | 存在大量低俗内容   |

## 道歉与整治情况
对于此次曝光，中国网站综合排名前五名的网站百度、新浪、搜狐、网易 和腾讯网 纷纷在其官方网站向网友发出“道歉信”，谷歌中国在其官方博客发表“让我们一起建设绿色网络”文章，并表示“谷歌在中国愿意做一个守法的企业公民”
其中百度网于曝光的当天紧急关闭了一大热门贴吧“美女吧”，并屏蔽了百度知道当中所有关于“美女”关键字的问题；腾讯公司关闭了含有大量低俗信息的“QQ聊天室”软件，并在腾讯网搜搜图片网站程序中“利用最新技术处理不良图片”。
“互联网违法和不良信息举报中心”在2009年1月8日通报了“天涯社区”、“百度”、“网易”、“快车网”以及“游久网”属工作不力的网站，“虽经过清理，但仍存在大量低俗图片。”举报中心在2009年1月12日又通报了第二批“清理整治工作不力的网站”：聚友网与POCO，举报中心对上述网站进行“强烈谴责”，并“要求这些网站对低俗内容进行彻底清理”。
举报中心“根据公众举报核查”，于2009年1月12日曝光了第三批网站，同时称这些网站“有的具有色情性质”，“对不及时清理色情和低俗内容的，将提请有关部门依法关闭网站。”

## 各方反应
各大网站纷纷向网友发出道歉信，并同时关停一些存在被指责为低俗的服务，同时加强对用户提供内容的审查。
中央电视台报道指广大网民对此次行动拍手称快。而德国之声认为这是政府表现控制网络能力的一次行动。2009年1月15日，举报中心通报了第三批“需要继续清理整治”的网站，校内网、凯迪网等网站上榜，专项行动截止目前，还没有一家被曝光的大型网站被“依法关闭”。行动期间，上海网站一周内删除低俗内容图文3.5万条。2009年1月15日，中国全国各通信管理局已关闭淫秽色情等违法网站500余家，《新闻联播》节目于当天播放中央电视台短评“净化网络 深得民心”，并播放了各地群众“建言献策”等内容。 此次专项行动截止2009年1月16日，中国共有网上淫秽色情网站栏目800多个被关闭。
豆瓣网在行动中，把一用户相簿裡文艺复兴时期的名画以“色情”的名义删除，引发不满。随后有用户建立“反低俗——给名画穿衣服”的线上活动以示抗议，并得到许多网友响应。最后豆瓣网方面将该相簿恢复。
然而，与色情无关的牛博网也被关闭的事件，使不少人对于政府使用行政手段而不是法律途径来清除网络色情内容的做法提出质疑。有观点认为，此次行动是扫黄为次打非为主。此外，也有網友提出了“什么是低俗？低俗是否具有普世標準？”等的核心問題。
几乎在同一时间，一首配有录像的童声合唱《草泥马之歌》开始在哔哩哔哩、YouTube等平台上流传开来，并被中国网民广泛传播。截至2009年3月，浏览量已达近140万次。《纽约时报》指，该歌曲是以一种顽皮的方式来表达对网络审查制度的不满，让审查制度变得十分荒谬。

## 后续行动
2009年2月23日，搜狐IT报道工信部下发了《关于集中开展全量网站清理及备案专项行动的通知》，通知要求各家中国大陆ISP必须于2月24日16：00前关闭所有尚未获得备案号的存量网站。任何没有获得备案号的网站一律不得接入，一旦发现将采取严厉的惩罚措施。

## 参看
- 违法和不良信息举报中心
- 中华人民共和国网络审查
- 6521行动